# Nollywood
Nollywood er portmanteau af Nigeria og Hollywood, og det bruges til at omtale Nigerias filmindustri, der producerer mellem 1000 og 2000 film om året med lavkvalitetsproduktioner, som nogle gange er produceret på blot tre dage. Begrebet fra begyndelsen af 2000'erne.
Efter Bollywood i Indien har Nigeria den største filmindustri i verden, hvor den overgik Hollywood i 2009. De fleste film kommer ikke i biografen, men kommer direkte ud på dvd eller video. De fleste film koster ikke mere end 15.000 amerikanske dollar at producere, og bliver optaget på cirka en uge. Ofte bliver der kun brugt et enkelt videokamera. Nollywood tjener dog ofte 200.000.000 dollar om året. Nigerias filmindustri er det næststørste arbejdsgiver i landet.
Filmene indeholder ofte elementer, der ligger tæt på afrikanernes erfaringsverden som magi, mirakuløs helbredelse, korruption og fattige mennesker, der bliver rige.
De første Nollywoodfilm kom på markedet i halvfjerdsene. Succesen begyndte med filmen Living in Bondage fra 1992. Her kunne man se en rig mand, der ofrede sin kone, for at kunne beholde sin rigdom.
Det talte sprog i filmene var i den første periode de lokale sprog så som igbo og yoruba, Der produceres stadig film på lokale sprog, men mange af dem har i dag undertekster. Film produceret i det nordlige Nigeria i den del af filmindustrien som går under betegnelsen Kannywood, foregår på hausa, og de går også tilbage til start halvfemserne.

## Berømte Nollywoodstjerner
- Genevieve Nnaji
- Kate Henshaw-Nuttal
- Richard Mofe Damijo